# Ayumi.
Ayumi.（あゆみ、4月18日生）は、日本の女性歌手、タレント。
愛知県小牧市出身。元スターライト・プロ所属で、現在はフリーランスで活動中。主にボーカリストとしてPCゲームの主題歌を歌っているが、パーソナリティーや声優、女優と幅広く活動している。旧芸名はオリヒメヨゾラ（それ以前は織姫よぞら）。2013年からは名義をAyumi.と改名し、柳英一朗とのユニット「Astilbe x arendsii」でも活動している。血液型はO型。

## 略歴
- 2004年（平成16年）11月29日 インディーズ版『茜色れせぷしょん』よりCDデビュー。
- 2005年（平成17年）5月11日 全国版『茜色れせぷしょん』よりメジャーデビュー。
- 2007年（平成19年）2月21日 『すもももももも 地上最強のヨメ』第2期エンディング曲「妄想ブレイク」でアニソンデビュー。
- 2009年（平成21年）パソコン専門店「株式会社GOODWILL（グッドウィル）」のイメージガールに就任。
- 2010年（平成22年）8月27日発売の一般PCゲームソフト『けい☆てん』で声優デビュー。この作品を機に「織姫よぞら」より「オリヒメヨゾラ」に芸名を変更。
- 2010年10月10日 グッドウィルの企業イメージソング「恋もおまかせ☆GOODWILL」が発売。
- 2010年12月1日より、スターライト・プロに正式所属となる。
- 2011年（平成23年）4月1日から3日まで行われた有限会社La・Moon（ら・むうん）主催「なぞらえ屋弐〜不思議底七歌〜」に朱野愛鷺役として出演し、初舞台に挑戦した。
- 2011年11月13日、自らが発起人となってPCゲームミュージックの祭典『P.C.M. Live!』を開催[2]。
- 2012年（平成24年）11月1日より、フリーで活動することになったと公式ブログにて公表[3]。
- 2013年（平成25年）1月1日よりAyumi.に改名し、柳英一朗とのユニット「Astilbe x arendsii」を結成。
- 2014年（平成26年）10月7日にはオフィシャルファンクラブ「Ayumi.チャンネル！」（ニコニコ公式チャンネル）が開設され、10月14日に初回放送された。
- 2014年11月29日にデビュー10周年を迎えた。それを記念して11月26日に初のソロアルバム『REAL+1Ø』をリリース。
- 2015年（平成27年）映画『ニート選挙』にメイドニートの花岡由実役（準主役）で出演し、銀幕デビュー。
- 2015年11月29日に、10周年記念ライブ「Dream! Citta! Party! -REAL+1Ø-」を開催し、デビュー10周年記念イヤーを締めくくった[4]。
- 2017年4月18日に、株式会社AYUMI ONE.を設立。主な事業内容は音楽・音声の制作、イベントの企画・制作、インターネット番組制作、録音スタジオの運営。
- 2020年4月14日に自身のYouTubeチャンネルを開設[5]。その翌日から24時間放送をするなどの活動の結果、僅か2週間で収益化を達成する[6]。配信内容は自主企画番組、Official Music Video、同業者・異業種問わず参加者を募ったAmong Us（同業者会のタグ：#美しょゲ声優歌手宇宙人狼、異業種会のタグ：#異業種宇宙人狼)、魔法使いと7つの扉アーカイブ、その他ゲーム配信、雑談配信である。
- 2020年10月28日に甲状腺に異常が見つかり、緊急入院。バセドウ病と診断された[7]。2020年11月16日に外出許可が出て、自身のニコ生チャンネルの配信とレギュラー番組の電脳妄想開発室に復帰した[8][9]。

## 人物
CD・TV・ラジオなどの仕事で美少女ゲーム好きであることを公言していたところ、メーカーから声がかかって美少女ゲーム関連の仕事をするようになった。声優デビューは2010年発売の『けい☆てん』で、プロデューサーから「受けるだけ受けてみたら」とオーディションを勧められて受験したところ合格した。しかし歌とは声の出し方が全く違うため、先生に付いて演技練習を丸々1ヶ月行い、収録も含めて2ヶ月以上かかったという。

## 出演番組

### テレビ
- アキバ音楽ムーブメント（MONDO21）
- テレビ愛知「ボニータ!ボニータ!! 〜名古屋ガールズコレクション〜」
- 中京テレビ「アンデュ」
- SKY PerfecTV!/Ch.279「Akiba-POP ジェネレーション」
- SKY PerfecTV!/Ch.279「アキバ音楽ムーブメント〜電脳都市のメロディ〜」
- 名古屋市「大須商店街ガイド観光案内ビデオ」

### インターネットラジオ
- 上前津裏通り商店街 （2005年7月 - 2008年9月）
- 小池雅也の萌え（2007年8月 - 2009年5月、アシスタント）
- 鋼のチップinバーディ（2008年6月 - 2010年5月、アシスタント）
- カードキングダムラジオ（HiBiKi Radio Station：2009年4月30日 - 2011年3月31日、パーソナリティー）
- lightstation Happy light Cafe（light：2011年1月14日 - 、パーソナリティ）
- ドキドキ☆むちゃぶり☆ミッドナイト！（DMM : 2013年1月1日 - 2014年6月17日、パーソナリティー）
- あずべあ!!（音泉：2014年4月8日 - 2015年12月22日、パーソナリティー）
- 美少女ゲームMUSIC ON AIR!（音泉：2016年7月13日 - 、パーソナリティ）[11]
- ラジオ VOICE ACTRESS CONCERTO!（音泉：2017年10月27日 - 、パーソナリティ）[12]
- オリヒメヨゾラの美少女ゲームタイムパラドックス!（音泉：2018年5月11日 - 7月13日）[13]
- 魔法使いと7つの扉（音泉:2021年7月7日 - 、パーソナリティ）

### WEB TV
- 織姫よぞらの今kt!大須産業株式会社（2006年11月 - 2007年3月）
- 夜空的電波通信（2007年6月 - 2008年9月）
- まじ☆まね〜マジカル大須まねきネコV〜（Stickam JAPAN!：2008年11月13日 - 放送中・BBstation：2010年1月20日 - ）
- 電脳妄想開発室 - 2009年11月26日 -
- HELLO!! あすなろ（YouTube ASUNAROSYAチャンネル：2014年11月16日 - ）[14]

## 出演作品

### コンシューマー
- Xbox 360版『旋光の輪舞DUO』ストーリーモード歌唱
- 太鼓の達人Wiiドドーンと2代目! 楽曲

### アーケードゲーム
- 太鼓の達人12ドーン!と増量版　楽曲
- crossbeats REV. SUNRISE 「Memoria ～終焉を司る荊姫の静粛なる宴～」収録 (Astilbe × arendsii名義)

### iOS
- CROSS☓BEATS 「残響のアカーシャ」収録 (Astilbe × arendsii名義)

### 声優
- けい☆てん（池森遥華）
  - OPをCy-Rim Projectとして参加。
- 神採りアルケミーマイスター
- 創刻のアテリアル[15]
- カードキングダム『謎の少女C.K』キャラクターボイス
- 「lightbox2010デモムービー」ナレーション
- 巣作りカリンちゃん（冒険者C、ぴゅあはーと）
- モンスターを倒して強い鎧を手にしなさい。死んでも諦めずに強くなりなさい。勇者隊が魔王を倒すその日を信じています。（女王エターニア）

### オンラインゲーム
- ハンゲーム パチスロDX「閃光騎兵メビウスクロス」 第一期OPテーマ歌唱

### 舞台
- 四谷於岩稲荷田宮神社勧進奉納舞台なぞらえ屋〜不思議底七歌〜（2011年4月1日-3日、吉祥寺 前進座劇場） - 朱野愛鷺 役

### 映画
- ニート選挙（花岡 由実）[16]

## ディスコグラフィ

### インディーズ版シングル
| 枚  | 発売日         | タイトル                                         | 規格品番   |
| --- | -------------- | ------------------------------------------------ | ---------- |
| 1st | 2004年11月29日 | 茜色れせぷしょん                                 | BECD-00001 |
| 2nd | 2006年5月4日   | ユメノソラ。夢見る茜たぁぁぁぁぁぁぁんバージョン | BECD-00002 |

### オリジナルシングル
| 枚  | 発売日         | タイトル                                         | 規格品番   |
| --- | -------------- | ------------------------------------------------ | ---------- |
| 1st | 2005年5月11日  | 茜色れせぷしょん                                 | BECD-00001 |
| 2nd | 2006年4月12日  | fuwa-ri*/ユメノソラ。                            | KDBJ-1001  |
| 3rd | 2007年8月12日  | PRINCESS LEMON                                   | BECD-00003 |
| 4th | 2009年4月18日  | ふっかつのじゅもん/ユメノソラ。-starlight phase- | CHCD-2002  |
| 5th | 2010年10月10日 | happy star* topping                              | CHMU-2005  |

### 企画物シングル
| 枚  | 発売日         | タイトル                            | 規格品番   | 備考                                                                 |
| --- | -------------- | ----------------------------------- | ---------- | -------------------------------------------------------------------- |
| 1st | 2006年12月29日 | アンドロイドデート                  | MKOS-0001  |                                                                      |
| 2nd | 2007年2月21日  | 妄想ブレイク                        | LACM-4348  | テレビアニメ『すもももももも 地上最強のヨメ』第2期エンディングテーマ |
| 3rd | 2007年2月23日  | みらくるキッス                      | AKS-006    |                                                                      |
| 4th | 2009年1月14日  | ありがとさよなら                    | SRIN-1054  | 名鉄パノラマカーメモリアルアルバム                                   |
| 5th | 2009年10月30日 | アイドルKiss!無敵ッス               | B002PA5I28 | 民安ともえ×織姫よぞら                                                |
| 6th | 2010年10月10日 | 恋もおまかせ☆GOODWILL/my sweet home | CHMU-2004  | 株式会社グッドウィルイメージソング                                   |

### ミニアルバム
| 枚  | 発売日        | タイトル                    | 規格品番   |
| --- | ------------- | --------------------------- | ---------- |
| 1st | 2008年2月1日  | 刻をえがく あの空の下で     | BECD-00005 |
| 2nd | 2008年8月29日 | うたうよぞら                | CHCD-2001  |
| 3rd | 2008年8月29日 | おやつ戦隊シュガースイーツ☆ | BECD-00005 |

### ベストアルバム
| 発売日 | タイトル |  |
| ------ | -------- |  |

| 2012年3月21日 | Ready-go-round                         |  |
| one 1. Ars Magna 2. 虹の彼方 3. すーぱーみらくるキッス 4. 深霧の中で… 5. 声 6. レンアイFTG 〜true end〜 7. 黒い蝶♀ 8. ただ、君を待ち続けて 9. 風の行方〜遠い約束〜 10. くだぎつね ON THE RUN 11. Sonic BANG!! 12. La storia 13. 戻らない月 two 1. きっとずっと…もっと 2. さくらエピローグ 3. scarlet eyes 4. 蜜月レクイエム 5. アイドルKiss!無敵ッス☆ (yozora ver.) 6. 深海のメビウス 7. ネレイディア 8. snow black 9. Da・i・Ki・ra・i 10. trick of love 11. wish on A star 12. 悠久のcadenza 13. そして僕は、更なる旅路を求めて |                                        |  |
| 『Ready-go-round』 |                                        |  |
| オリヒメヨゾラ の ベスト・アルバム |                                        |  |
| リリース | 2012年3月21日                          |  |
| 録音 | 日本                                   |  |
| ジャンル | J-POP                                  |  |
| レーベル | ポニーキャニオン PCCG-90079 PCCG-90080 |  |
| テンプレートを表示 |                                        |  |

### ソロアルバム
| 発売日 | タイトル |  |
| ------ | -------- |  |

| 2014年11月26日 | REAL+1Ø              |  |
| 1. Ayumi.2015 2. REAL+1Ø（Ayumi.×桃井はるこ） 3. TKG◆らんらんらんど 4. y.a.c.k 5. アニメのような恋がしたい！ 6. 僕が僕でいられるように 7. A 8. …to be |                      |  |
| 『REAL+1Ø』 |                      |  |
| Ayumi. の ソロ・アルバム |                      |  |
| リリース | 2014年11月26日       |  |
| 録音 | 日本                 |  |
| ジャンル | J-POP                |  |
| レーベル | GRANDFORCE GRFR-0008 |  |
| テンプレートを表示 |                      |  |

### アルバム (Astilbe x arendsii)
| 発売日 | タイトル |  |
| ------ | -------- |  |

| 2014年4月16日 | Astilbe×arendsii Works Collection-ArtificiaL viRgin- |  |
| 1. GATE 2. つよくてニューゲーム 3. ドキドキ☆Midnight 4. 侵喰のaffaire 5. 好きで好きでたまらないっ!! 6. 同じ空の下 7. ガラスノニンギョヒメ 8. 伝承の華 9. ArtificiaL viRgin 10. Dearest Sword,Dearest Wish 11. Everlasting Memories 12. present 13. 俺はショクシュンガー 14. Sparkling Honey!! 15. 夜空 |                                                      |  |
| 『Astilbe×arendsii Works Collection-ArtificiaL viRgin-』 |                                                      |  |
| Astilbe x arendsii の スタジオ・アルバム |                                                      |  |
| リリース | 2014年4月16日                                        |  |
| 録音 | 日本                                                 |  |
| ジャンル | J-POP                                                |  |
| レーベル | ティームエンタテインメント KDSD-00695                |  |
| テンプレートを表示 |                                                      |  |

### コンピレーションアルバム
| 発売日         | タイトル                                        | 規格品番   |
| -------------- | ----------------------------------------------- | ---------- |
| 2007年8月17日  | steampunk!!                                     | MKOS-0002  |
| 2007年10月25日 | せな★せなキャラクターソング集                   | SN-0001    |
| 2008年2月8日   | アキバイブル〜第2章〜                           | ASCM-1002  |
| 2008年5月30日  | iyunaline new world                             | MSRC-031   |
| 2008年6月27日  | 戦乙女ヴァルキリー2コンプリートトラック         | CHCD-1012  |
| 2009年1月14日  | はにい いんざ すかい サウンドトラック           | SRIN-1053  |
| 2009年9月11日  | 姫狩りダンジョンマイスター サウンドコレクション | EUMU-003   |
| 2010年4月23日  | 戦女神VERITA サウンドコレクション               | EUMU-004   |
| 2010年5月15日  | 「デススマイルズ」アレンジアルバム              | CVAS-005   |
| 2012年12月28日 | GWAVE 2012 1st Memories                         | IMAE-00064 |

## 楽曲

### PCゲーム主題歌
2006年
- あいかぎ2 -濡れた髪が乾く前に- (F&C)
  - OPテーマ『きっとずっと・・・もっと』、EDテーマ『さくらエピローグ』
    - 作詞：織姫よぞら、金杉肇 / 作曲：オカザキシュン / 編曲：4-EVER

2007年
- ぴあ雀 (F&C)
  - OPテーマ『みらくるキッス』
    - 作詞・作編曲：酒井陽一

2008年
- 音速飛翔ソニックメルセデス （ルネ）
  - OPテーマ『Sonic BANG!!』
    - 作詞：織姫よぞら / 作編曲：Zeal Blood
- 狩霊士〜退魔は一日にして成らず〜 あなざ〜 （でふ☆こん）
  - 挿入歌『風の行方〜遠い約束〜』
    - 作詞・作編曲：松宮豊

  - 挿入歌『くだぎつね ON THE RUN』
    - 作詞・作編曲：松宮豊 / 歌：織姫よぞら&綾川雪弥

2009年
- 姫狩りダンジョンマイスター （エウシュリー）
  - OPテーマ『悠久のcadenza』、EDテーマ『そして僕は、更なる旅路を求めて』
    - 作詞：織姫よぞら / 作編曲：Zeal Blood
- 蒼海のヴァルキュリア 〜孤高の皇女ルツィア〜 （アナスタシア）
  - OPテーマ『深海のメビウス』、EDテーマ『ネレイディア』
    - 作詞：織姫よぞら / 作編曲：ケニーK
- あい☆きゃん (LiLiM)
  - OPテーマ『アイドルKiss!無敵ッス☆』
    - 作詞：織姫よぞら / 作曲：小池雅也 / 編曲：KennyK / 歌：民安ともえ&織姫よぞら
- 彼女が見舞いに来ない理由 （ルネ）
  - OPテーマ『ただ、君を待ち続けて』
    - 作詞：織姫よぞら / 作編曲：ケニーK
- エルフの双子姫 -ウィランとアルスラ- （ルネ）
  - OPテーマ『scarlet eyes』
    - 作詞：織姫よぞら / 作編曲：KennyK
- 深霧の中で… （でふ☆こん）
  - OPテーマ『深霧の中で…』
    - 作詞：織姫よぞら / 作編曲：松宮豊

  - EDテーマ『声』
    - 作詞：織姫よぞら / 作編曲：Zeal Blood
- 学恋〜愛と呪いとヴァレンタイン〜 （七転び八転がり）
  - OPテーマ『trick of love』
    - 作詞：織姫よぞら / 作編曲：ケニーK

2010年
- 戦女神VERITA （エウシュリー）
  - OPテーマ『La storia』
    - 作詞：織姫よぞら / 作編曲：ケニーK

  - EDテーマ『戻らない月』
    - 作詞：織姫よぞら / 作編曲：Zeal Blood
- 悪の女幹部 （ルネ）
  - OPテーマ『黒い蝶♀』
    - 作詞：織姫よぞら / 作編曲：ジルブラッド
- 風紀委員長 聖薇 （シルキーズ）
  - OPテーマ『Da・i・Ki・ra・i』
    - 作詞：織姫よぞら / 作編曲：ケニーK

2011年
- めちゃ婚 (onomatope*) 
  - 八丈椿EDテーマ『レンアイFTG 〜true end〜』
    - 作詞：オリヒメヨゾラ / 作曲：小池雅也 / 編曲：Kenny K、ジルブラッド
- 神採りアルケミーマイスター （エウシュリー） 
  - OPテーマ『Ars Magna』、EDテーマ『虹の彼方』
    - 作詞：オリヒメヨゾラ / 作編曲：Kenny K
- カスタムレイドV (Kiss) 
  - OPテーマ『snow black』
    - 作詞：オリヒメヨゾラ
- 姫騎士オリヴィア （シルキーズ）
  - OPテーマ『蜜月レクイエム』
    - 作詞：オリヒメヨゾラ / 作編曲：Kenny K
- 七つのふしぎの終わるとき (etude)　
  - 上山ふみEDテーマ『prysmile』
    - 作詞：オリヒメヨゾラ / 作編曲：柳英一朗

2012年
- かみのゆ (light) 
  - OPテーマ『かみのゆ -Coming for you-』、EDテーマ『恋は花ざかり』
    - 作詞：オリヒメヨゾラ / 作編曲：樋口秀樹 / 歌：オリヒメヨゾラ&民安ともえ
- 悪の女幹部フルムーンナイト （ルネ）
  - OPテーマ『Moonlight Carnival』
    - 作詞：オリヒメヨゾラ / 作編曲：ジルブラッド
- 創刻のアテリアル （エウシュリー） 
  - OPテーマ『brave genesis』
    - 作詞：オリヒメヨゾラ / 作曲：ケニーK / 編曲：内東琴音

  - EDテーマ『trinity night』
    - 作詞：オリヒメヨゾラ / 作曲・編曲：ケニーK
- らぶらぼ 〜調教なんて興味のなかった俺と彼女の放課後SMラボラトリー〜 (bolero)
  - EDテーマ『4.7cmの約束』
    - 作詞：オリヒメヨゾラ / 作曲：柳英一郎

  - EDテーマ『おひるねろんが。』、イメージソング『完パケマンの歌』
    - 作詞：オリヒメヨゾラ / 作曲：ケニーK
- 紅神楽 （でぼの巣製作所） 
  - EDテーマ『夢咲き神楽』
    - 作詞：オリヒメヨゾラ / 作曲・編曲：Yack.
- -atled- everlasting song (FLAT)
  - 2章挿入歌『to me...』
    - 作詞：TAKI / 作曲：なるちょ
- Chaos Labyrinth -ケイオスラビリンス- （でぼの巣製作所）
  - EDテーマ『Endless Labyrinth』
    - 作詞：オリヒメヨゾラ / 作曲・編曲：酒井陽一
- 好きで好きでたまらない (ALL-TiME)
  - OPテーマ『好きで好きでたまらないっ!!』
    - 作詞：Ayumi. / 作曲・編曲：柳英一朗 / 歌：Astilbe x Arendsii
- 夏空のペルセウス (minori) ※nerine名義[17]
  - 遠野恋EDテーマ『ずっと すき』
    - 作詞：海野みすず / 作曲：天門 / 編曲：柳英一朗 / 歌：nerine

  - 皆川翠EDテーマ『同じ空の下』
    - 作詞：柳英一郎 / 作・編曲：柳英一朗 / 歌：nerine

  - 菱田あやめEDテーマ『ねむり姫が目覚めた時に』
    - 作詞：海野みすず / 作曲：天門 / 編曲：柳英一朗 / 歌：nerine

  - 沢渡透香EDテーマ『星を掴んで』
    - 作詞：酒井伸和 / 作曲：天門 / 編曲：柳英一朗 / 歌：nerine

2013年
- しろのぴかぴかお星さま (sweet light)
  - OPテーマ『ぴかぴかお星さま』
    - 作詞：Ayumi. / 作曲：樋口秀樹

  - 挿入歌『あなたの中に』
    - 作詞：Ayumi. / 作曲：樋口秀樹

  - EDテーマ『お陽さまにむかって』
    - 作詞：Ayumi. / 作曲：樋口秀樹
- 突然怪人兼事務員の俺が魔法少女達を堕とす話 (heat-soft)
  - OPテーマ『侵食のaffaire』
    - 作詞：Ayumi. / 作曲：柳英一朗 / 歌：Astilbe x Arendsii

  - EDテーマ『俺はショクシュンガー』
    - 作詞：Ayumi. / 作曲：柳英一朗 / 歌：Astilbe x Arendsii
- 魔導巧殻 〜闇の月女神は導国で詠う〜 （エウシュリー）
  - OPテーマ『月女神の詠唱〜アリア〜』
    - 作詞：オリヒメヨゾラ / 作曲：shihori / 編曲：ケニーK

  - EDテーマ『果てなき夜、紡がれた詠』
- ChuSingura46+1 -忠臣蔵46+1- (inre)
  - 2ndOPテーマ『Dearest Sword, Dearest Wish』
    - 作詞・作曲：Team-OZ / 編曲：伊藤ミツヤ
- あいこみゅ!! -IDOL Communication- （ひよこソフト桃組）
  - 鮎貝みづきEDテーマ『feel the wind!』
    - 作詞：天ヶ咲麗 / 作曲・編曲：伊吹ユキヒロ / 歌：solfa feat. Ayumi.
- 戦場のフォークロア -亡国の騎士団- （でぼの巣製作所）
  - OPテーマ『伝承の華』
    - 作詞：Ayumi. / 作曲・編曲：柳英一朗 / 歌：Astilbe x Arendsii / コーラス：みとせのりこ

2014年
- 12の月のイヴ (minori)
  - EDテーマ『present』
    - 作詞：Ayumi. / 作曲・編曲：柳英一朗 / 歌：Astilbe x Arendsii
- イノセントガール （フロントウイング）
  - EDテーマ『Everlasting Memories』
    - 作詞：桑島由一 / 作曲・編曲：ARM (IOSYS)
- 恋する気持ちの花言葉 （ヘクセンハウス）
  - OPテーマ『Love Is Full!! Full!!』
    - 作詞・作曲：さかもとるり / 編曲：AZ-MIX

  - EDテーマ『観覧車』
    - 作詞・作曲：さかもとるり / 編曲：AZ-MIX
- 恋愛リベンジ (DE@R)
  - OPテーマ『Love Revenge!』
    - 作詞：Ayumi. / 作曲・編曲：柳英一朗 / 歌：Astilbe x Arendsii
- 悪の女幹部2「キサマなどに教育されてたまるかっ!」 （ルネ）
  - OPテーマ『EndLess NightmaRe』
    - 作詞：Ayumi. / 作曲・編曲：押上極
- あねよめカルテット （きゃんでぃそふと）
  - OPテーマ『姉嫁修業』
    - 作詞・作曲：薬師るり / 編曲：根本克則 (KParaMUSIC) / 歌：Ayumi. (Astilbe x arendsii) &薬師るり
- モモノコスイーパーズ! (Etoiles)
  - OPテーマ『謎解き♠ラブレター』
    - 作詞：Ayumi. / 作曲：柳英一朗 / 歌：Astilbe x Arendsii

2015年
- ソレヨリノ前奏詩 (minori)
  - EDテーマ『prologue』
    - 作詞：Ayumi. / 作曲・編曲：柳英一朗 / 歌：Astilbe x Arendsii
- 花の野に咲くうたかたの （あっぷりけ）
  - OPテーマ『華暦』
    - 作詞：Ayumi. / 作曲・編曲：青田新名
- あねよめコンチェルト （きゃんでぃそふと）
  - OPテーマ『LOVEコンチェルト』
    - 作詞・作曲：薬師るり / 編曲：根本克則 (KParaMUSIC) / 歌：Ayumi. (Astilbe x arendsii) &薬師るり
- つよきすFESTIVAL （きゃんでぃそふと）
  - OPテーマ『つよきすFESTIVAL』
    - 作詞：Ayumi. / 作曲・編曲：柳英一朗

  - EDテーマ『connect』
    - 作詞：Ayumi. / 作曲：柳英一朗 / 編曲：柳英一朗・クサノユウキ / 歌：Astilbe x Arendsii
- ハルウソ -Passing Memories- (Campus)
  - OPテーマ『A new day-to-day will come』
    - 作詞：Ayumi. / 作曲・編曲：樋口秀樹
- 営業部第4課 牝豚調教飼育係 （スタジオ奪）
  - OPテーマ『Noisy Pain』
    - 作詞：Ayumi. / 作曲・編曲：柳英一朗 / 歌：Astilbe x Arendsii

2016年
- まいてつ (Lose)
  - グランドED『ナインスターズ』
    - 作詞・作曲：Team-OZ
- 珊海王の円環 （エウシュリー）
  - OPテーマ『desire hexagram』
    - 作詞：松長暁生 / 作曲・編曲：柳英一朗
- CoronaBlossom（frontwing）
  - EDテーマ『SECRET CAFE』
    - 作詞：Ayumi. / 作曲・編曲：折倉俊則
- アンゲネームプラッツ (HexenHaus)
  - OPテーマ『SECRET CAFE』
    - 作詞：Ayumi. / 作曲・編曲：柳英一朗 / 歌：Astilbe x Arendsii
- 神楽訪神歌（でぼの巣製作所）
  - OPテーマ『神楽訪神歌』
    - 作詞：Ayumi. / 作曲・編曲：柳英一朗 / 歌：Astilbe x Arendsii
- 白衣の天使はお世話好き! ～ラブラブエッチな入院生活～（CandySoft）
  - OPテーマ『天使の笑顔』
    - 作詞・作曲：薬師るり / 編曲：根本克則 (KParaMUSIC) / 歌：Ayumi. (Astilbe x arendsii) &薬師るり
- Amenity's Life -アメニティーズ ライフ-（HOOKSOFT）
  - OPテーマ『Love Loading!!!』
    - 作詞：澄田まお / 作曲・編曲：折倉俊則

#### 2017年
- リアルエロゲシチュエーション! （自宅すたじお）
  - OPテーマ『Real Situation!』
    - 作詞：Ayumi. / 作曲・編曲：柳英一朗
- コウミガミ ～嘆き嗤う蛇神、妹なる者々が紡ぎし口碑～（BLACK Cyc）
  - OPテーマ『Variant』
    - 作詞：Ayumi. / 作曲・編曲：折倉俊則
- 緋のない所に烟は立たない -緋修離と一蓮托生の女たち-
  - OPテーマ『因果の方程式』
    - 作詞・作曲・編曲：西坂恭平

  - EDテーマ『消ゆる最終定理』
    - 作詞・作曲・編曲：西坂恭平
- シルヴァリオ トリニティ（light）
  - EDテーマ『祈リ・願イ・希望』
    - 作詞・作曲・編曲：樋口秀樹
- セルフレ -セルフフレンド-（HexenHaus）
  - OPテーマ『Brand new focus』
    - 作詞：Ayumi. / 作曲・編曲：柳英一朗/ 歌：Astilbe x Arendsii

#### 2018年
- リアルエロゲシチュエーション! H×3（自宅すたじお）
  - OPテーマ『Triple H!』
    - 作詞：Ayumi. / 作曲・編曲：柳英一朗
- 虚空のバロック（light）
  - OPテーマ『血狂穢喰』
    - 作詞：Ayumi. / 作曲・編曲：樋口秀樹

  - EDテーマ『アシタ』
    - 作詞：Ayumi. / 作曲・編曲：樋口秀樹
- あくまで、これは～の物語（Azurite）
  - OPテーマ『to hope to despair』
    - 作詞：ハラユカ。 / 作曲・編曲：佐野広明
- まおてん（CandySoft）
  - OPテーマ『小悪魔SMILE☆』
    - 作詞：Ayumi. / 作曲・編曲：柳英一朗

2019年
- 刃撫魅! ～アタシが産みなおしてやんよ!～（Hending）　
  - OPテーマ「Realized」
    - 作詞・作曲・編曲：西坂恭平
- クロスコンチェルト（あっぷりけ）
  - OPテーマ「クロスコンチェルト」
    - 作詞：Ayumi./作曲：ユージ・ナイトー/編曲：井ノ上智
- 巣作りカリンちゃん（KarinProject）
  - EDテーマ「LOVE LOVE Make You,LOVE 迷宮！」
    - 作詞：ハラユカ/作曲・編曲：湊賀久
- Prison Queendom ～強制M男化調教～（HERENCIA）
  - OPテーマ「Domination」
    - 作詞：Ayumi./作曲・編曲：折倉俊則
- 缶詰少女ノ終末世界（シルキーズプラス）
  - EDテーマ「die:ve!!!!!」
    - 作詞：Ayumi./作曲・編曲：細井聡司

2020年
- 幽世ノ災厄ト現世ノ戦姫 ～さやか篇～（でぼの巣製作所）
  - OPテーマ「幽世戦唄」
    - 作詞：ハラユカ/作曲・編曲：西坂恭平
- 天冥のコンキスタ（エウシュリー）
  - OPテーマ「Darklight Messenger」
    - 作詞：松長暁生/作曲・編曲：柳英一朗
- まいてつ Last Run!!（Lose）
  - 日々姫afterOPテーマ「blooming symphony」
    - 作詞：joru/作曲・編曲：折倉俊則
- リアルエロゲシチュエーション!2（自宅すたじお）
  - OPテーマ「Love Attraction」
    - 作詞：Ayumi./作曲・編曲：NAMBO

2021年
- 巣作りカリンちゃん -星詠みの神託-（KarinProject）
  - EDテーマ「迷宮Wanna Wana Party」
    - 作詞：ハラユカ/作曲・編曲：西坂恭平

### WEB TV主題歌
- 電脳妄想開発室 (BBstation)
  - OPテーマ『つよくてニューゲーム』
    - 作詞：Ayumi. / 作曲・編曲：柳英一朗

  - 2nd OPテーマ『Day More for Me』
    - 作詞：Ayumi. / 作曲・編曲：柳英一朗

  - EDテーマ『ガラスノニンギョヒメ』
    - 作詞：Ayumi. / 作曲・編曲：柳英一朗

### 楽曲提供
作詞
- 戦乙女ヴァルキリーG 〜戦乙女達の黄昏〜 （ルネ）
  - OPテーマ『MANNIN-G』
    - 作詞：織姫よぞら×GOZO53. / 作編曲：KennyK / 歌：島香麗子×サトウユキ
- Vermilion -Bind of Blood- (light) 
  - OPテーマ『VERMILION』
    - 作編曲：与猶啓至 / 歌：凛
- 神咒神威神楽 (light) 
  - OPテーマ『我魂為君』、EDテーマ『神代桜』
    - 作編曲：与猶啓至 / 歌：凛
- Zero Infinity -Devil of Maxwell- (light) 
  - OPテーマ『鋼の -Zero Infinity-』、EDテーマ『明日への翼』
    - 作曲：与猶啓至 / 歌：凛
- ひまわり!! -あなただけを見つめてる- (sweet light)
  - OPテーマ『ひまわり!!』
    - 作曲：押上極 / 歌：民安ともえ
- 天文時計のアリア (Campus)
  - OPテーマ『星々の刻をこの掌に』
    - 作曲：細井聡司 / 歌：霜月はるか